# Calligrapha androwi
Calligrapha androwi är en skalbaggsart som beskrevs av S. Clark och Cavey 1995. Calligrapha androwi ingår i släktet Calligrapha och familjen bladbaggar. Inga underarter finns listade i Catalogue of Life.